# Dolędzin
Dolędzin (niem. Dollendzin, pol. po wojnie Dołędzin) – osada w Polsce położona w województwie śląskim, w powiecie raciborskim, w gminie Rudnik.
Dolędzin jest położony w północno-zachodniej części gminy. Posiada powierzchnię 3,55 km² oraz kilkunastu mieszkańców. Administracyjnie osada jest częścią sołectwa Modzurów.

## Geografia

### Położenie
Dolędzin leży w Kotlinie Raciborskiej, w południowo-zachodniej części województwa śląskiego, niedaleko rzeki Odry. Osada położona jest na pagórkowatym terenie na lewym brzegu Odry.
Pod względem administracyjnym osada należy do gminy Rudnik, powiatu raciborskiego i województwa śląskiego. Osada znajduje się w północno-zachodniej części gminy.
Osada graniczy od północnego zachodu z Grzędzinem oraz Łańcem (powiat kędzierzyńsko-kozielski). Od wschodu Dolędzin graniczy z Ponięcicami, a od zachodu z Jastrzębiem. Osada graniczy także południa z Modzurowem, a od południowego wschodu z Szonowicami.

### Warunki naturalne
Dolędzin otoczony są od północy-wschodu do południowego wschodu lasem, natomiast od północy, zachodu i południa rozciągają się pola uprawne.

### Warunki klimatyczne
W osadzie Dolędzin klimat jest łagodny poprzez sąsiedztwo z rzeką Odrą, kompleksy leśne województwa opolskiego położone od zachodu, a także poprzez położenie gminy Rudnik przy wylocie Bramy Morawskiej, z której napływają masy wilgotnego i ciepłego powietrza. Średnia roczna temperatura waha się między 7 °C a 8 °C. W lipcu, który jest najcieplejszym miesiącem temperatura waha się między 17 °C a 18 °C, a w najzimniejszym – styczniu waha się między - 2 °C a - 3 °C. Czas trwania okresu wegetacyjnego wynosi od ok. 210 do 230 dni, a przymrozki trwają od 60 do 100 dni w ciągu roku, pokrywa śnieżna natomiast zalega od 60 do 90 dni. Opad śródroczny oscyluje wokół 600–900 mm. Wiatry są przeważnie słabe, ok. 42% wieje z kierunku zachodniego i południowo-zachodniego przynosząc ciepłe masy powietrza z Europy Zachodniej i basenu Morza Śródziemnego. Średnia prędkość wiatru w ciągu roku wynosi ok. 2,2 m/s.

## Nazwa
Według jednej z teorii nazwa osady pochodzi od wyrazu lędo, który oznacza ziemię słabo uprawianą i wysychającą. Z kolei według niemieckiego językoznawcy Heinricha Adamy’ego nazwa miejscowości pochodzi od polskiej nazwy określającej "dolinę". W swoim dziele o nazwach miejscowych na Śląsku wydanym w 1888 roku we Wrocławiu jako starszą od niemieckiej wymienia on nazwę w polskiej formie - Doledzin podając jej znaczenie "Thaldorf" czyli po polsku "Wieś leżącą w dolinie". Niemcy zgermanizowali nazwę na Dollendzin w wyniku czego utraciła ona swoje pierwotne znaczenie.
Ze względu na polskie pochodzenie nazistowska administracja III Rzeszy w 1936 r. w miejsce zgermanizowanej nazwy Dollendzin wprowadziła nową, całkowicie niemiecką Ludwigstal O.S..

## Historia
Od 1747 r. w posiadaniu rodziny von Wrochem. W 1870 r. po śmierci Ludwika von Wrochema majątek odziedziczył jego siostrzeniec (późniejszy generał-major) Karol von Gelhorn. W tym samym roku otrzymał zgodę na połączenie nazwisk (odtąd von Wrochem-Gelhorn), a w 1878 r. herbów swoich rodziców. Zmarł w 1945 r.
W 1892 r. staraniem rodziny von Schimonsky został wzniesiony w Czerwięcicach pałac. Niemieccy archeolodzy w okresie międzywojennym i polscy archeologowie w 1967 roku natrafili w miejscowości na pozostałości osady z XI–XIII wieku oraz XIV–XV wieku.
Od pocz. XIX w. na wizerunku pieczęci gminnej dwie skrzyżowane kosy, za nimi dwoje skrzyżowanych grabi, nad narzędziami sześciopromienna gwiazda

## Demografia
W 2011 roku osadę zamieszkiwało 29 mieszkańców.
W 2016 roku w Modzurowie i Dolędzinie ludność w wieku przedprodukcyjnym na 100 mieszkańców wynosiła 15,2, co uplasowało wieś poniżej średniej w gminie (16,95). Natomiast ludność w wieku produkcyjnym wynosiła 66,18 (średnia w gminie – 66,90), a w wieku poprodukcyjnym – 18,63 (średnia w gminie – 16,25). Stosunek mieszkańców w wieku poprodukcyjnym do mieszkańców w wieku produkcyjnym wynosił 28% (średnia w gminie – 24%). Mediana wieku mieszkańców wynosi 46,5 lat (średnia w gminie - 47,11).

## Komunikacja
Do Dolędzina prowadzi jedna droga powiatowa z Modzurowa o długości 3,4 km, która wiedzie do Grzędzina położonego w powiecie kędzierzyńsko-kozielskim. Oprócz drogi powiatowej do drogi krajowej nr 45 wiedzie jedna droga gminna
Znajdują się tu dwa przystanki autobusowe. Miejscowość łączy z Raciborzem i Rudnikiem jeden kurs autobusy.
Najbliższe stacje kolejowe to: Racibórz (11 km), Racibórz Markowice (12 km) oraz Nędza (13 km).

## Infrastruktura i Gospodarka
W Dolędzinie nie ma remizy Ochotniczej Straży Pożarnej ani żadnej placówki oświatowej. Najbliższy ośrodek zdrowia znajduje się w Rudniku oraz Łubowicach, a w Szonowicach jest oprócz tego punkt lekarski. Punkty apteczne mieszczą się w Rudniku oraz Łubowicach. Najbliższy urząd pocztowy znajduje się w Rudniku (kod 47-411), a ponadto w Łubowicach jest agencja pocztowa.
Osada korzysta z ujęcia wody podziemnej zlokalizowanej pod Rudnikiem, a obsługiwanej przez Zakład Wodociągów i Usług Komunalnych w Rudniku. Dolędzin nie posiada sieci kanalizacyjnej. Osada związana jest z telefoniczną strefą numeracyjną Raciborza (32). Dolędzin nie jest objęty siecią gazu rozdzielczego, a braki z tym związane zaspokajane są gazem z butli propan-butan.

## Kultura i oświata
W Dolędzinie brak jest remizy Ochotniczej Straży Pożarnej oraz Towarzystwa Społeczno-Kulturalnego Niemców, tzw. DFK, co w znaczny sposób ogranicza życie kulturalne w miejscowości.
We wsi nie ma żadnej placówki oświatowej, a uczniowie chodzą do szkół w pobliskich miejscowościach. Najbliższe przedszkola znajdują się w Rudniku oraz Gamowie, a szkoły podstawowe w Szonowicach oraz Rudniku. Natomiast najbliżej położone szkoły gimnazjalne są w Rudniku oraz Szonowicach, a szkoły ponadgimnazjalne w Kuźni Raciborskiej oraz Raciborzu.

## Religia
Dolędzin należy do parafii Trójcy Świętej w Modzurowie, która należy do dekanatu Łany w diecezji opolskiej.